# جون رام (لاعب غولف مواليد 1994)
جون رام هو لاعب غولف إسباني ولد في 10 نوفمبر 1994.